# Relato criminal (película de 1989)
Relato criminal (título original: Murder Story) es una película neerlandesa-británica de suspenso y crimen de 1989, dirigida por Eddie Arno y Markus Innocenti, que a su vez la escribieron. Fue musicalizada por Wayne Bickerton, en la fotografía estuvo Marc Felperlaan y los protagonistas son Christopher Lee, Bruce Boa y Alexis Denisof, entre otros.
El filme fue realizado por Centurion, Contracts International y Elsevier-Vendex Film Beheer, se estrenó el 24 de septiembre de 1989.

## Sinopsis
Tony Zonis aspira a escribir el siguiente gran thriller, entonces examina la obra del maestro escritor de crímenes, Willard Hope. Ambos, miran las historias de los diarios, para encontrar un hecho poco común y realizar una buena obra. Hallan un homicidio. El gobierno oculta cosas, un escándalo internacional, y los cadáveres apenas empiezan a encajar. Tony no solo está elaborando el próximo éxito de ventas, está construyendo su propio obituario.